# Silberameise
Die Silberameise (Cataglyphis bombycina) ist eine Ameisenart der zentralen Sahara. Ihren deutschen Namen trägt sie aufgrund ihrer silbrig glänzenden Erscheinung. Sie bewohnt die Trockenwüste, unter den Insekten tritt sie in den Gebieten mit den höchsten Oberflächentemperaturen von über 60 °C auf, wie Cataglyphis bicolor. Die etwa einen Zentimeter große Wüstenameise erreicht auf ihrem Weg über den heißen Grund Geschwindigkeiten von 85,5 cm pro Sekunde (ca. 3 km/h) und ist damit die schnellste Ameise der Welt.

## Merkmale

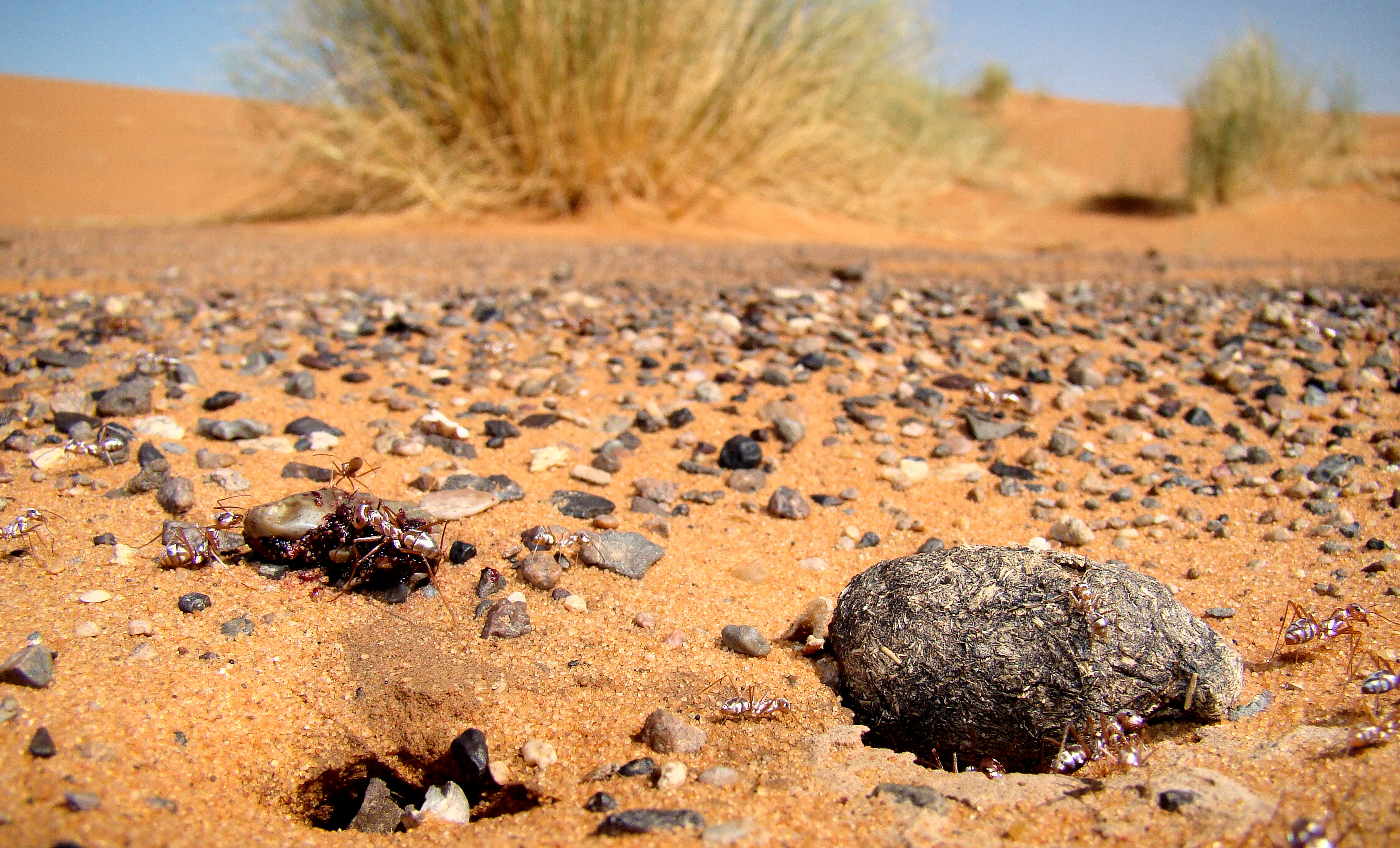
Eingang zum Nest der Silberameisen

Die Tiere sind gelblich bis hellbraun gefärbt und wirken je nach Lichteinfall durch die Behaarung (Setae, lange, einzellige, fadenförmige, stark chitinisierte Auswüchse) silbrig glänzend, welche der Thermoregulation durch Reflexion dient. Diese Setae besitzen einen dreieckigen Querschnitt und reflektieren Licht sowohl im sichtbaren wie im mittleren Infrarotbereich (MIR). Darüber hinaus kann über die Behaarung Wärmestrahlung im MIR an die Umgebung abgegeben werden.
Silberameisen haben längere Beine als andere Ameisen. Damit können sie ihren Körper in größerer Distanz zum heißen Boden halten.
Silberameisen produzieren Hitzeschockproteine, im Gegensatz zu anderen Tieren jedoch nicht als Reaktion auf ein Hitzeereignis, sondern bereits vor dem Verlassen des Nestes. Dieser Schutz gewährleistet zelluläre Funktionen auch bei erhöhter Temperatur. Die kurze Zeit der Hitzeexposition wäre zu kurz, den Hitzeschutz reaktiv herzustellen. Damit sind Körpertemperaturen bis zu 53,6 °C möglich. Gemessen an ihrer Körpergröße und einer Geschwindigkeit von über 85 cm pro Sekunde bzw. 3 km/h, gehört die Silberameise zu den schnellsten Lebewesen der Welt.

## Lebensweise
Silberameisen sind wärmeliebend. Trotzdem ist die Vermeidung von Wärme unter den extrem hohen Temperaturen ihres Habitats eine große Herausforderung. Eine zweite Gefahr im Tageslicht stellt die Beutesuche von Fransenfingereidechsen wie Dumérils Fransenfingereidechse (Acanthodactylus dumerili) dar. Aufgrund der beiden Risiken bewegt sich eine Ameise nur für etwa zehn Minuten pro Tag außerhalb des Nestes. Dabei erreichen sie Laufgeschwindigkeiten von 0,7 Meter pro Sekunde, nach Harald Wolf von der Universität Ulm sogar 855 mm/s. Der auffällig rasche Lauf hält den Zeitraum des Bodenkontaktes kurz.
Die Ernährung besteht vor allem aus Aas toter Fluginsekten, die in das heißtrockene Habitat eingeweht worden sind und dabei umkommen. Die Ameisen sind an das Aufspüren und Verwerten getrockneter Insekten angepasst. Zur Nutzung dieser Ressource haben sie ein eigenes Verhaltensrepertoire ausgebildet. Sie suchen stets einzeln. Die Suchaktivität ist tagzentriert mit höchster Laufaktivität in den heißen Stunden. Einige Kundschafter halten spezielle Wache und alarmieren die übrigen Nestbewohner, sobald sich die benachbarte Fransenfingereidechse zurückgezogen hat. Dann verlassen Hunderte der Ameisen nahezu explosionsartig und nur für kurze Zeit das Nest, um tote Insekten zu sammeln.
Im Gegensatz zu fast allen anderen Ameisen nutzen Silberameisen Pheromone nur zur Markierung des Eingangs zu ihrem unterirdischen Nest, nicht zur Kennzeichnung von Pfaden. Zur Orientierung nutzen sie wie andere Cataglyphis-Arten den Sonnenstand, den sie auch in hügligem Gelände bei tiefstehender Sonne am Polarisationsmuster des Himmels erkennen. Außerdem orientieren sich die Tiere optisch an Landmarken und merken sich die zurückgelegten Wegstrecken in Abhängigkeit von den Raumrichtungen. Damit ist ihnen jederzeit der kürzeste Weg zum Nesteingang bekannt.